# اچ‌ام‌اس اونا (ان۸۷)
اچ‌ام‌اس اونا (ان۸۷) (به انگلیسی: HMS Una (N87)) یک زیردریایی بود که طول آن ۵۸٫۲۲ متر (۱۹۱٫۰ فوت) بود. این زیردریایی در سال ۱۹۴۱ ساخته شد.